# Kårböle, Ljusdals kommun
Kårböle är en småort och kyrkby i Kårböle socken i Ljusdals kommun, Hälsingland, belägen vid riksväg 84, omkring 50 kilometer nordväst om Ljusdal. Kårböle ligger vid Kårån och dess utlopp i Ljusnan. Omedelbart sydost om orten ligger Kårböle skans. 
Kårböle blev omtalat sommaren 2018 på grund av de kraftiga skogsbränderna i Sverige 2018 som drabbade omgivningen till denna by. Den 18 juli beslutade räddningsledaren att Kårböle skulle utrymmas med anledning av brandutvecklingen. Evakueringsbeslutet hävdes den 30 juli.

## Befolkningsutveckling
| Befolkningsutvecklingen i Kårböle 1950–2015   | Befolkningsutvecklingen i Kårböle 1950–2015 | Befolkningsutvecklingen i Kårböle 1950–2015 | Befolkningsutvecklingen i Kårböle 1950–2015 | Befolkningsutvecklingen i Kårböle 1950–2015 |
| --------------------------------------------- | ------------------------------------------- | ------------------------------------------- | ------------------------------------------- | ------------------------------------------- |
|                                               |                                             |                                             |                                             |                                             |
| År                                            |                                             |                                             | Folkmängd                                   | Areal (ha)                                  |
| 1950                                          | 1950                                        |                                             | 322                                         |                                             |
| 1960                                          | 1960                                        |                                             | 301                                         |                                             |
| 1965                                          | 1965                                        |                                             | 304                                         |                                             |
| 1970                                          | 1970                                        |                                             | 275                                         |                                             |
| 1975                                          | 1975                                        |                                             | 231                                         |                                             |
| 1990                                          | 1990                                        |                                             | 146                                         | 69#                                         |
| 1995                                          | 1995                                        |                                             | 149                                         | 87#                                         |
| 2000                                          | 2000                                        |                                             | 138                                         | 86#                                         |
| 2005                                          | 2005                                        |                                             | 124                                         | 86#                                         |
| 2010                                          | 2010                                        |                                             | 112                                         | 86#                                         |
| 2015                                          | 2015                                        |                                             | 75                                          | 51#                                         |
| Anm.: Upphörde som tätort 1980. # Som småort. |                                             |                                             |                                             |                                             |

## Bildgalleri

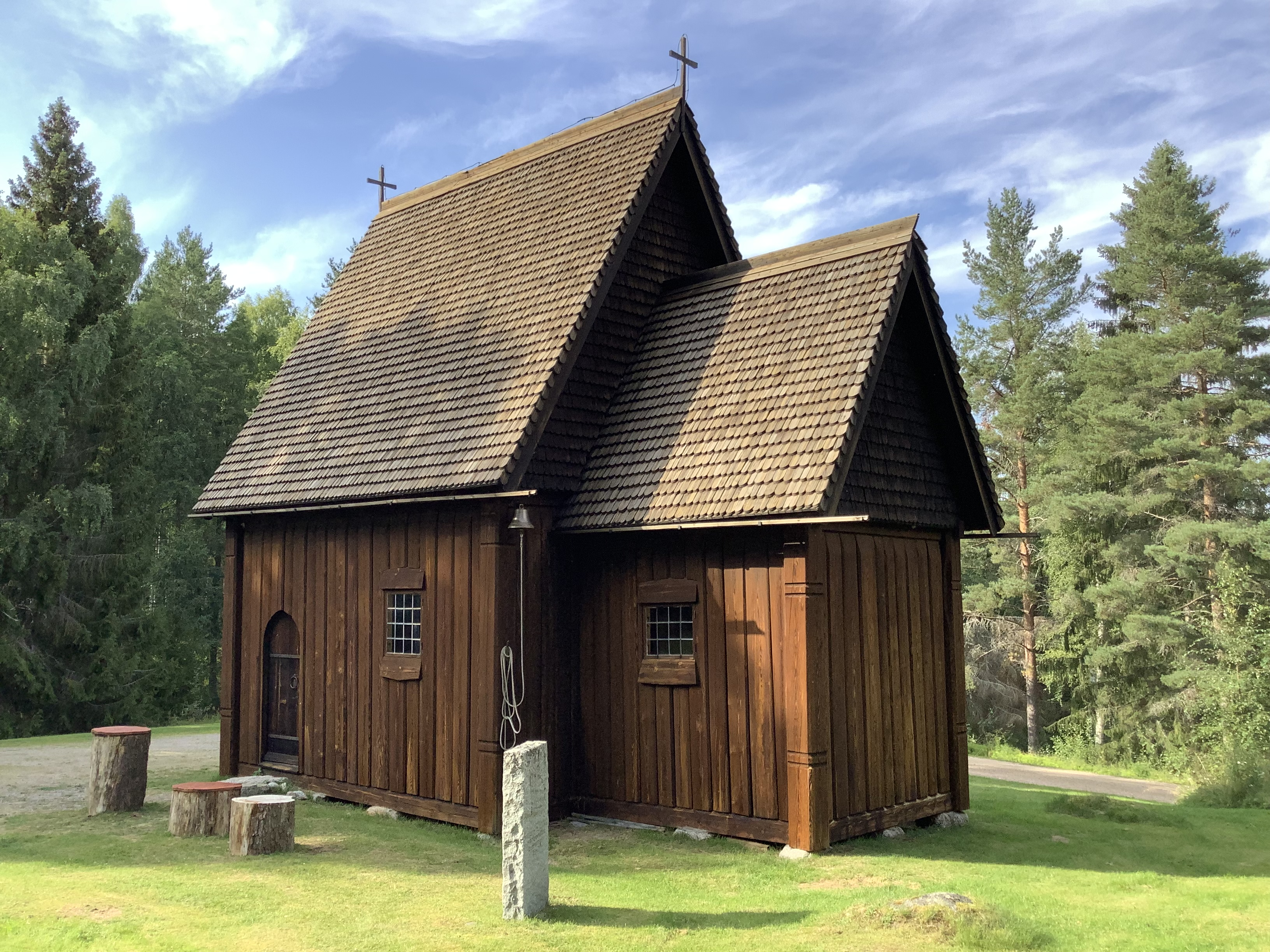
Sankt Olofs offerkyrka i Kårböle
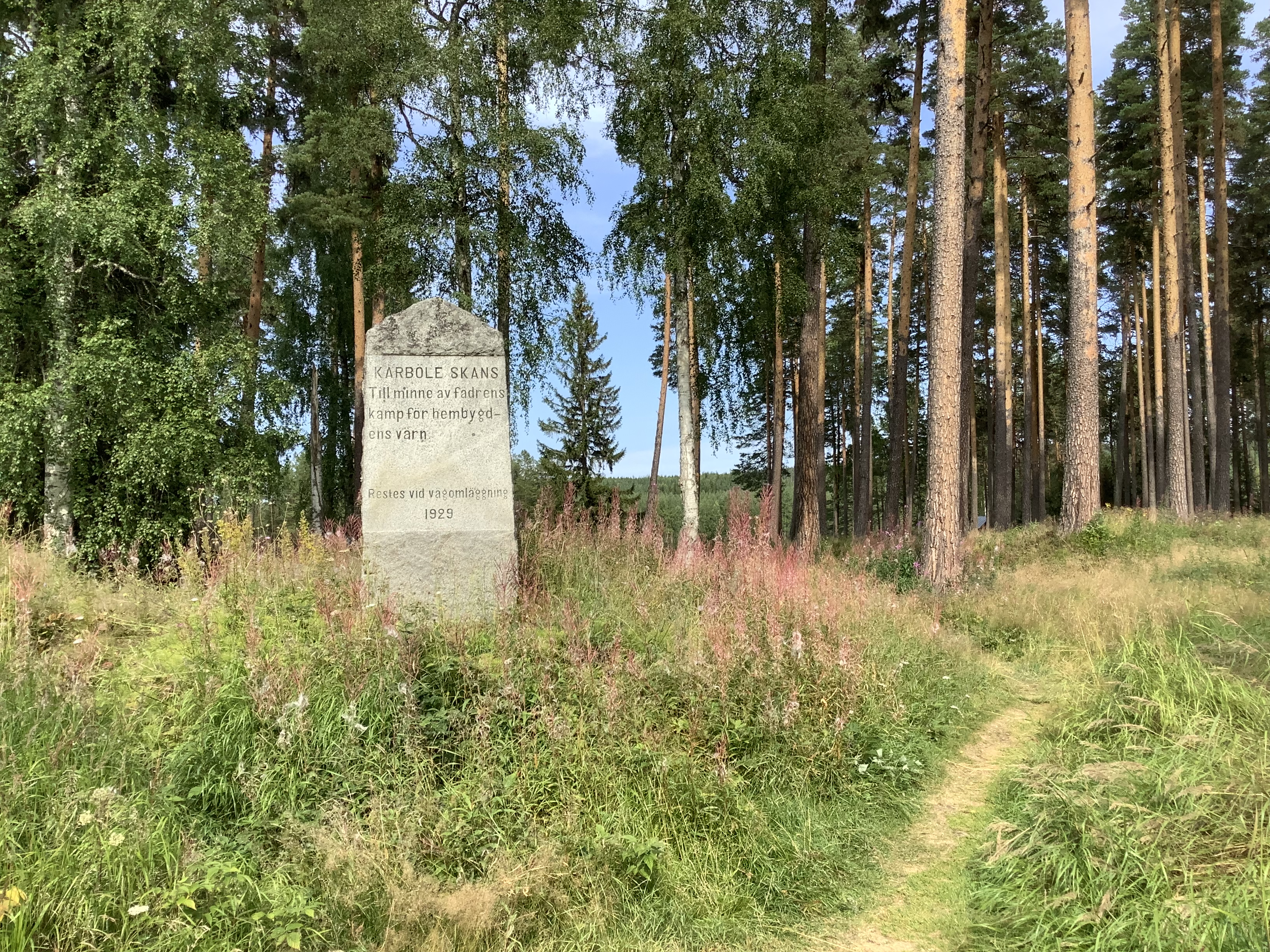
En sten vid Kårböle skans, rest 1929 "till minne av fädrens kamp för hembygdens värn"
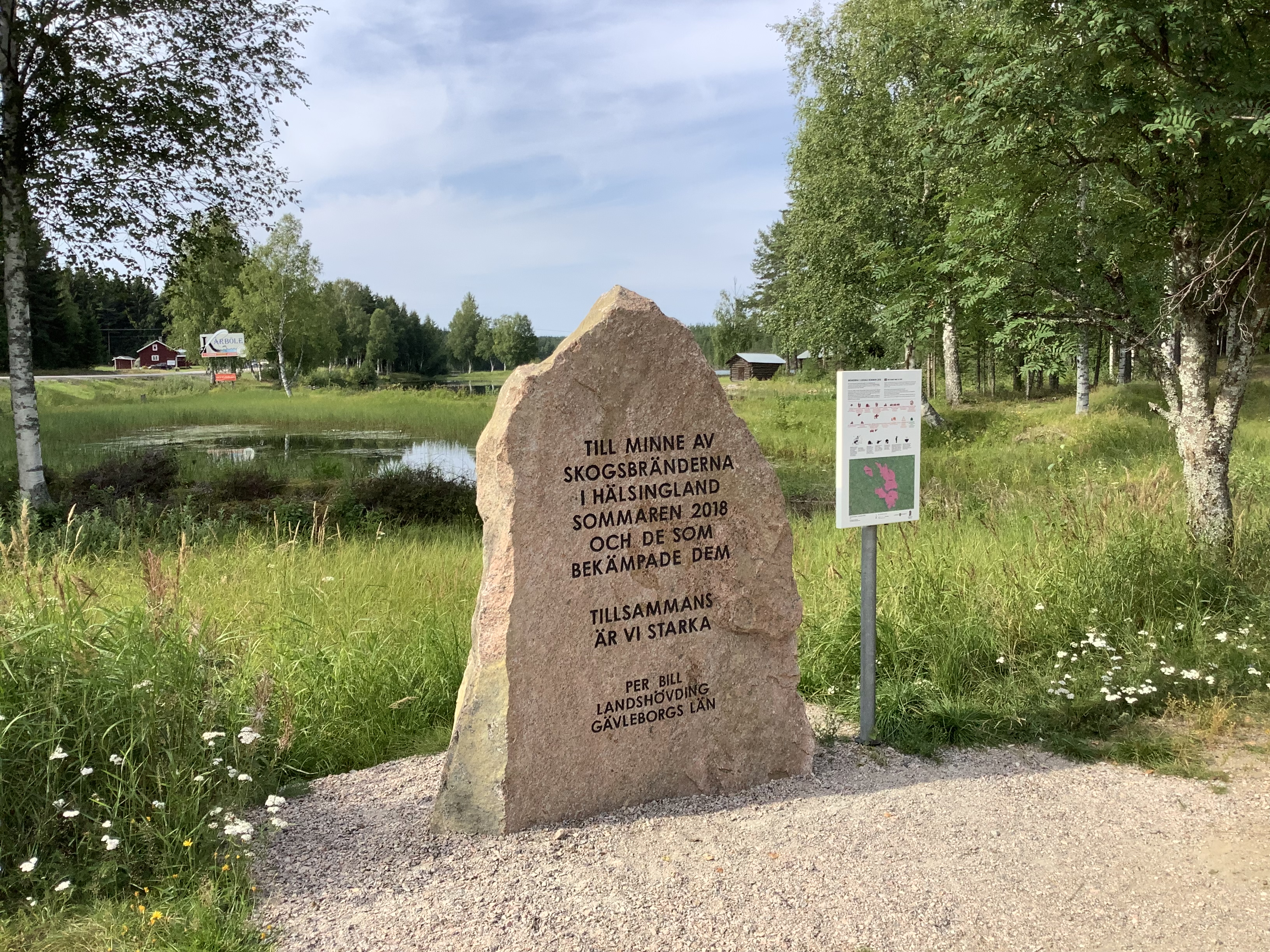
En minnessten intill Kårböle skans över räddningsarbetet i samband med skogsbränderna i Hälsingland sommaren 2018